# Vigilance (альбом)
Vigilance — другий офіційний повноформатний студійний альбом канадської мелодійного дез-метал-гурту Threat Signal, випущений через три роки після їх першого альбому Under Reprisal. Його спродюсував Джон Говард. Альбом розійшовся тиражем близько 1100 копій за перший тиждень продажу в США.

## Список композицій
Автор слів Джон Говард, автор музики Threat Signal окрім треку 5, «Beyond Recognition», і треку 11, «In Repair», написані Кайлом МакНайтом та Річем Говардом відповідно. 
| #   | Назва                      | Тривалість |
| --- | -------------------------- | ---------- |
| 1.  | «Afterlife»                | 4:06       |
| 2.  | «Through My Eyes»          | 4:35       |
| 3.  | «The Beginning Of The End» | 4:01       |
| 4.  | «United We Stand»          | 4:21       |
| 5.  | «Beyond Recognition»       | 4:06       |
| 6.  | «Another Source Of Light»  | 4:53       |
| 7.  | «Hate Machine»             | 3:37       |
| 8.  | «Severed»                  | 3:18       |
| 9.  | «Lost»                     | 5:04       |
| 10. | «Revision»                 | 3:10       |
| 11. | «In Repair»                | 3:28       |
| 12. | «Escape From Reality»      | 4:20       |
| 13. | «To Remember»              | 5:49       |

## Автори
- Джон Глвард - вокаліст
- Тревіс Монтгомері - соло-гітарист
- Адам Вебер - ритм-гітарист
- Пет Кавана - бас-гітарист
- Норман Кіллін - барабанщик

### Персонал
- Продюсер — Джон Говард
- Співпродюсер — Threat Signal
- Зведення та мастеринг — Грег Рілі
- Клавіші та додаткова гітара — Джон Говард
- Арт-директор — Джон Говард та Норман Кіллін
- Робота Нормана Кілліна для студії NME